# Château de la Grouais
Le château de la Grouais est un édifice situé à Pleucadeuc en France.

## Localisation
Le château est situé sur le territoire de la  commune de Pleucadeuc, au lieu-dit la Grouais, dans le département du Morbihan en région Bretagne.

## Description
Le château date du XIXe siècle, édifice de plan régulier avec sous-sol, rez-de-chaussée, un étage carré et un étage de comble, élévation à travées, construit en appareil mixte enduit et moellons sans chaîne en pierre de taille de granite et de schiste. Toiture à longs pans recouverte d'ardoises, croupe. Escalier dans- œuvre.

## Historique
Relais de chasse construit vers 1760 par la famille du Bot. La propriété est rachetée en 1860 par les Montfort qui y ajoutent deux ailes et des dépendances. Le jardin d'agrément a été commandité par Georges de Montfort en 1876.
Il est inscrit à l'inventaire général du patrimoine culturel en 2004.